# Alfavirus
Alfavirusen är ett släkte av virus som tillhör familjen Togaviridae. Det finns 25 olika slags alfavirus och man har bevisat att 11 av dem är smittbara till människor.
Överföringen av viruset sker oftast via myggor, vilket då gör alfavirusen till ett arbovirus (virus som sprids med hjälp av leddjur, ex. myggor och fästingar).  

## Utseende
Alfavirusen är väldigt små, klotformade RNA-virus som även har ett envelope (yttre skyddslager) runt sig. De är 65–70 nm i diameter och har en kapsid som är gjord av 240 monomerer. Skyddslagret består av 80 taggar av polymerer (bestående av 3 identiska monomerer).
Alfavirusets genom är kapslat och består ett linjärt, positivt RNA-genom (11–12 kb). Virus-RNA är infekterande och fungerar både som genom och virusets mRNA. Hela genomet översätts i ett polyprotein som bearbetas av både värden och virusets enzym som delar upp proteinet i mindre peptid-fraktioner. 

## Replikation
Alfavirus kan bara genomgå replikation en enda gång, därför kan man identifiera vilka slags celler som attackeras av viruset i första hand i en speciell vävnad.
Dessa alfavirus växer till sig genom knoppning på plasmamembranet på den infekterade cellen och går därefter in i nya celler via syrautlösande membranfusion i endosomerna. Men knoppningen är bara en del av virusets replikationscykel.

## Symptom
Generella symptom för en infektion av alfavirus är feber, muskelsmärtor, obehag, huvudvärk, illamående och smärtor i ögonhålorna. Dessa är typiska symptom för en tidig fas i en alfavirus-orsakad sjukdom. Även en känslig hals, ryggont och en markant känslolöshet uppkommer ofta i många alfavirus-infektioner.
Symptomen varierar sedan beroende på vilket slags alfavirus som orsakat sjukdomen. Ex. Ockelbosjuka har feber, utslag, artrit (ledinflammation), kronisk artrit och onormal hudkänslighet (så som att det kittlas, bränns eller kliar) som symptom. 